# Yokosuka E5Y
Le Yokosuka E5Y (désignation officielle: hydravion de reconnaissance de la marine Yokosuka Type 90-3 (九〇式三号水上偵察機)) était un hydravion biplace ou triplace de reconnaissance japonais, développé à l'Arsenal technique aéronaval de Yokosuka pour la marine impériale japonaise utilisé pour la reconnaissance.
Le E5Y a également été construit par Kawanishi sous le nom de E5K (désignation longue : hydravion de reconnaissance de la marine Kawanishi type 90-3)

## Développement
Le Yokosuka Type 90-3 (E5Y1) était un hydravion de deuxième génération avec un moteur de 450 ch (340 kW) basé sur un Yokosuka E1Y modernisé, développé à l'arsenal naval de Yokosuka dans la préfecture de Kanagawa, et équipé de deux flotteurs montés à l'extérieur. La marine japonaise l'a initialement désigné comme l'hydravion de reconnaissance Kai-1 de type 14-2 de la marine de Yokosuka, mais la production a été entreprise par Kawanishi sous le nom d'hydravion de reconnaissance Kawanishi de type 90-3 de la marine,. En 1932, l'Aichi AB-6 était en cours de développement pour remplacer les hydravions E5Y/E5K.

### Kawanishi E5K
Le Kawanishi E5K1 ou Kawanishi Type G était un grand hydravion de reconnaissance japonais à trois places des années 1930. Le E5K1, un hydravion bimoteur à moteur radial, a volé pour la première fois en octobre 1931, mais en raison de problèmes de développement, seuls 20 appareils de série ont été construits. Le type est entré en service avec le service aérien de la marine impériale japonaise en avril 1932 sous le nom d'hydravion de reconnaissance Kawanishi Navy Type 90-3.
Le E5K1 était une version de production avec un moteur radial Bristol Jupiter de 450 ch (340 kW) ; 20 avions de production ont été construits.
Deux Kai-1-D Type-14-2 de pré-production, propulsés par le Bristol Jupiter, ont été construits par Kawanishi sous le nom de Kawanishi Type G. Dix-sept avions de production ont été construits sous le nom d'hydravion de reconnaissance Type 90-3 de la marine Kawanishi (E5K1).

## Historique opérationnel
Le 25 mai 1932, le transport d'hydravions Notoro de la Marine impériale japonaise a été rééquipé avec des hydravions de reconnaissance Kawanishi Type 90-3 ainsi que d'autres ravitailleurs et cuirassés de la Marine impériale japonaise. Le E5K est entré en action lors de l'incident de Shanghai du 28 janvier au 3 mars 1932. Le transport d'hydravions Kamoi transportait un complément de 12 avions E5Y.

## Variantes
Hydravion de reconnaissance de la Marine Yokosuka Type 14-2 Kai-1
Prototype de l'avion de production ultérieur Type-14-2 et Type 90-3, propulsé par un moteur radial Bristol Jupiter VIII de 450 ch (340 kW).
Hydravion de reconnaissance de la Marine Yokosuka Type 14-2 Kai-1-C
Avion de première série équipé de moteurs Lorraine 12E Courlis W-12 de 450 ch (340 kW) refroidis par eau.
Hydravion de reconnaissance de la Marine Yokosuka Type 14-2 Kai-1-D
Plus tard, prototype d'avion avec des moteurs Jupiter dans un nez allongé.
Hydravion de reconnaissance Yokosuka Type 90-3
Désignation des avions de série devant être construits par l'arsenal naval de Yokosuka (Yokosho)
Kawanishi Type G
Désignation de la société pour deux pré-productions de type 14-2 Kai-1-Ds
Hydravion de reconnaissance Kawanishi Type 90-3
Dix-sept avions de série, initialement propulsés par des moteurs Jupiter, certains ayant été remotorisés plus tard avec des moteurs Hiro Type 91 de 520 ch refroidis par eau W-12
Yokosuka E5Y1
Désignation abrégée des aéronefs construits à l'arsenal naval de Yokosuka, (alias Yokosho E5Y1)
Kawanishi E5K1
Désignation abrégée de l'avion de production construit par Kawanishi

## Opérateurs
Japon
- Service aérien de la Marine impériale japonaise

## Spécifications (Type 90-3 / E5Y1 / E5K1)
Données de Mikesh & Abe, 1990
Caractéristiques générales
- Equipage : 3
- Longueur : 10,812 m
- Envergure : 14,46 m
- Hauteur : 4,74 m avec les ailes repliées
- Surface alaire : 55 m2
- Poids à vide : 1 850 kg
- Poids brut : 3 000 kg
- Motorisation : 1 × Bristol Jupiter VIII 9 cylindres, moteur à pistons radiaux refroidi par air, 340 kW (450 ch)
- Hélices : hélice bipale en bois à pas fixe

Performance
- Vitesse maximale : 178 km/h
- Vitesse de croisière : 130 km/h
- Endurance : 6,5 heures
- Plafond de service : 4 050 m (13 290 ft)
- Vitesse d'ascension : 3 000 m (9 800 ft) en 33 minutes 20 secondes
- Chargement en aile : 54,5 kg/m2
- Puissance/masse : 0,112 kW/kg

Armement
- Pistolets : 2 mitrailleuses fixes de 7,77 mm de type 89 et 2 mitrailleuses "flexibles" de 7,77 mm de type 89
- Bombes : 250 kg maximum
  - 2 x 125 kg
  - ou 3 x 60 kg
  - ou 3 x 30 kg